# Universidade Nacional do Lesoto
A Universidade Nacional do Lesoto (NUL; do inglês: National University of Lesotho) é uma universidade pública do Lesoto, com reitoria e campus principal instalado na cidade de Roma, no oeste do país. Possui campus também na capital nacional Maseru.
Foi criada como instituição confessional em 1945, sendo convertida em universidade transnacional pan-africana em 1964 e expropriada como universidade nacional em 1975.

## História
A tradição universitária da NUL iniciou-se em 8 de abril de 1945 com a fundação da Universidade Católica Pio XII, localizada na ainda aldeia de Roma, no oeste do país. A universidade predecessora surgiu como iniciativa do Alto Comissário para a África Austral-Basutolândia e da ordem religiosa dos Missionários Oblatos de Maria Imaculada, com tutela acadêmica da Universidade da África do Sul (Unisa). A referida universidade católica recebia estudantes do nacionais, além de estrangeiros de Essuatíni e do Botsuana.
Em 1963, em face das dificuldades financeiras da Pio XII, um acordo foi feito para transformar a instituição católica em uma universidade pública, que foi lançada oficialmente 1 de janeiro de 1964 com o nome "Universidade de Basutolândia, Bechuanalândia e Suazilândia" (UBBS). Entre 1964 e 1972 a UBBS continuou a receber no Lesoto os estudantes de Essuatíni e do Botsuana. Em 1966 muda de nome para Universidade do Botsuana, Lesoto e Suazilândia (UBLS).
Intensa agitação estudantil no campus de Roma da UBLS levaram a uma escalada de tensão entre a administração da universidade e o governo do Lesoto. A consequência maior disto foi a expropriação da UBLS pela Assembleia Nacional, por intermédio da lei nº 13/1975, de 20 de outubro de 1975. Após tal ato, os governos do Botsuana e Essuatíni iniciaram negociações que culminaram na criação da "Universidade do Botsuana e Suazilândia" em 1976.
No período de governo militar, de 1986 a 1993, quando qualquer atividade partidária foi proibida, a universidade tornou-se o polo intelectual de oposição e defesa da democracia e dos direitos humanos. Ao final deste período, a NUL absorveu a Escola Superior de Agricultura do Lesoto, em Maseru, tornando-se o único campus fora de Roma.
Em 2019, foram apresentados os planos para a criação de uma Escola de Engenharia a ser assentada no campus de Roma.

## Infraestrutura
O campus principal fica em Roma e abriga as faculdades de educação, ciências sociais, ciências e tecnologia, direito e ciências humanas, além de um núcleo de estudos de pós-graduação e o Instituto de Estudos da África Austral (ISAS). Já o campus de Maseru abriga o Instituto de Estudos Extramurais (IEMS), responsável pelos cursos a distância, e a Faculdade de Agricultura.